# Cyrtandra chlamydocalyx
Cyrtandra chlamydocalyx är en tvåhjärtbladig växtart som beskrevs av Rudolf Schlechter. Cyrtandra chlamydocalyx ingår i släktet Cyrtandra och familjen Gesneriaceae. Inga underarter finns listade i Catalogue of Life.